# Dolen Peak
Der Dolen Peak (englisch; bulgarisch връх Долен wrach Dolen) ist ein 800 m hoher und felsiger Berg an der Nordenskjöld-Küste des Grahamlands auf der Antarktischen Halbinsel. Am Nordwestufer des Larsen Inlet ragt er 14,3 km südsüdwestlich des Laki Peak, 6,1 km nördlich bis östlich des Cletrac Peak, 13,74 km ostsüdöstlich des Trave Peak und 10,38 km südöstlich des Kopriva Peak auf.
Die bulgarische Kommission für Antarktische Geographische Namen benannte ihn 2011 nach der Ortschaft Dolen im Südwesten Bulgariens.